# FCカスカヴェウ
フチボウ・クルーベ・カスカヴェウ（ポルトガル語: Futebol Clube Cascavel）は、ブラジル・パラナ州カスカヴェウを本拠地とするサッカークラブ。

## 歴史
2008年1月23日にジュリアーノ・ベレッチによって設立。

## 本拠地
本拠地はエスタジオ・オリンピコ・ヘギオナウ・アルナウド・ブサット。収容人数は28,125人。

## 歴代所属選手
- ハイネル・サントス・ナシメント 2010
- ルイス・パウロ・ダ・シルバ 2011